# Jean Pyerre
Jean Pyerre, mit vollem Namen Jean Pyerre Casagrande Silveira Correa, (* 7. Mai 1998 in Alvorada) ist ein brasilianischer Fußballspieler auf der Position eines offensiven Mittelfeldspielers.

## Karriere

### Verein
Jean Pyerre begann seine fußballerische Karriere bei Grêmio Porto Alegre beziehungsweise deren Jugendabteilung. 2017 machte er schon einige Spiele für die B-Mannschaft der Brasilianer. Im August selben Jahres gab er sein Debüt in der Série A. Damals gegen Botafogo FR aus Rio de Janeiro hieß es 1:0 für den Gegner. In der Saison 2019 fing er auch sehr stark an. Bis zum 19. Spieltag machte er so einige Spiele, häufig auch in der Startelf, für Grêmio. Ab dem 20. Spieltag jedoch stand er für den Rest der Saison nicht mehr im Kader der brasilianischen Erstligisten. In der darauffolgenden Saison machte er bis zur Corona-Krise auch nur ein Spiel in der Copa Libertadores und zwei in der Staatsmeisterschaft.
Im August 2019 verlängerte Grêmio seinen Vertrag mit Pyerre bis Dezember 2023. Der Kontrakt enthielt eine Transferklausel über 120 Millionen Euro, welches bis dahin die höchste jemals festgelegte Summe für einen Spieler Grêmios war. In der Série A 2021 verlor er seinen Stammplatz und kam zu vielen Kurzeinsätzen.
Mitte April 2022 wurde er an den Avaí FC verliehen, fiel jedoch direkt für längere Zeit aus, da bei ihm bei einem früheren Medizincheck Hodenkrebs diagnostiziert wurde. Trotzdem debütierte er am 2. Mai 2022 (4. Spieltag) gegen Internacional Porto Alegre für seinen neuen Verein, als er bei einem 0:0-Unentschieden eingewechselt wurde. Sein erstes Tor konnte er bereits bei seinem fünften Einsatz schießen, als er nach Einwechslung beim 2:2-Unentschieden gegen Palmeiras São Paulo traf.

### Nationalmannschaft
Pyerre machte im Jahr 2014 zwei Spiele für die U17-Auswahl Brasiliens. Beide waren Kurzeinsätze in Freundschaftsspielen. 2015 nahm er an der U17-Südamerikameisterschaft teil, blieb hier aber ohne Einsatz.

## Erfolge
Nationalmannschaft
- U17-Südamerikameister: 2015

Grêmio
- Staatsmeister von Rio Grande do Sul: 2019